# Tadeusz Kośka
Tadeusz Kośka (ur. 15 czerwca 1949) – polski geodeta, dr inż. o specjalności geodezja inżynieryjno-przemysłowa i miejska, adiunkt na Politechnice Łódzkiej, Wydział Budownictwa, Architektury i Inżynierii Środowiska, Katedra Geodezji, Kartografii Środowiska i Geometrii Wykreślnej.

## Wykształcenie
Absolwent Technikum Geodezyjnego w Łodzi (dyplom technika geodety – 1968). W latach 1968–1973 studiował na Wydziale Geodezji i Kartografii Politechniki Warszawskiej. W latach 1974–1975 uczył się w Podyplomowym Studium Pedagogicznym przy Politechnice Łódzkiej, a 16 lutego 1980 roku uchwałą Rady Wydziału Geodezji i Urządzeń Rolnych Akademii Rolniczo-Technicznej w Olsztynie uzyskał stopień naukowy doktora nauk technicznych. W latach 1984–1985 uczył się w Podyplomowym Studium w zakresie specjalności Inżynierskie Zastosowania Informatyki, a od 1992 do 1993 w Studium Podyplomowym Szacowania Nieruchomości w Akademii Rolniczo-Technicznej w Olsztynie na Wydziale Geodezji i Gospodarki Przestrzennej. Od 6 września do 6 grudnia 1986 odbył trzymiesięczny staż naukowy w Katedrze Geodezji Inżynierskiej Moskiewskiego Instytutu Inżynierów Geodezji, Fotogrametrii i Kartografii w Moskwie.

## Kariera zawodowa
Od 1 listopada 1973 do 30 września 1974 roku był asystentem stażystą w Katedrze Geodezji i Geometrii Wykreślnej Wydziału Budownictwa Politechniki Łódzkiej, do 30 września 1976 asystentem, a do 30 września 1980 starszym asystentem w tejże Katedrze. Od 1 października 1980 adiunkt w Katedrze Geodezji, Kartografii Środowiska i Geometrii Wykreślnej Wydziału Budownictwa, Architektury i Inżynierii Środowiska Politechniki Łódzkiej. Pracę w Politechnice Łódzkiej łączył z pracą pedagoga w Technikum Geodezyjnym w Łodzi (1975–1976), w Zespole Szkół Budowlanych w Sieradzu (1981–1983), w Zespole Szkół Budowlano-Geodezyjnych (1995–2003) i wykładowcy geodezji na Wydziale Budownictwa Politechniki Częstochowskiej (2000–2001). W latach 1991–1996 był biegłym z listy Wojewody Łódzkiego do spraw szacowania nieruchomości. W latach 1999–2001 prowadził zajęcia związane z prowadzeniem Państwowego Zasobu Geodezyjnego i Kartograficznego zorganizowanych na zamówienie Głównego Geodety Kraju przez WODGIK w Łodzi.
W latach 1994–1996 oraz 1996–2000, po powołaniu przez Ministra Gospodarki Przestrzennej i Budownictwa, był członkiem Komisji Kwalifikacyjnej do spraw uprawnień zawodowych w dziedzinie geodezji i kartografii. Od 1 listopada 2001 był zatrudniony na stanowisku adiunkta, a od 1 października 2003 na stanowisku profesora nadzwyczajnego w Wyższej Szkole Gospodarki Krajowej w Kutnie. Od 2003 roku jest rzeczoznawcą Ministra Edukacji Narodowej opiniującym programy nauczania i podręczniki dla zawodów w zakresie geodezji, rysunku technicznego i miernictwa. Od 22 października 1990 roku rzeczoznawca Stowarzyszenia Geodetów Polskich nr 605/90 w zakresie geodezyjnych pomiarów inżynieryjnych i obsługi inwestycji oraz normalizacji. W latach 1993–1995 brał udział w projekcie badawczym, finansowanym przez Komitet Badań Naukowych, Model ustalania i weryfikowania zasięgu stref taksacyjnych dla potrzeb powszechnej taksacji nieruchomości.

## Publikacje
Autor lub współautor ponad 60 publikacji (w tym ponad połowa recenzowana), raportów z badań dla przemysłu, artykułów, referatów z dziedziny geodezyjnych pomiarów inżynieryjnych w budownictwie, geodezyjnej obsługi rynku nieruchomości i gospodarowania przestrzenią oraz związanych z Łodzią.
Współautor monografii Zarys dziejów geodezji w Łodzi (2008), która została uznana za najlepszą książkę o Łodzi wydaną w 2008 roku i zdobyła tym samym „Złoty Ekslibris”.